# Стриганка
Стри́ганка — село в Україні, у Добротвірській селищній громаді Шептицького району Львівської області. До 2020 року Стриганка разом з селами Старий Добротвір, Долини, Козаки, Кошаковські, Маїки, Матяші, Рогалі, Рокети та Тишиця підпорядковувалися Стародобротвірській сільській раді, а нині орган місцевого самоврядування — Добротвірська селищна громада. Населення становить 411 осіб.

## Географія
Село Стриганка розташоване за 63 км від обласного центру, за 44 км від районного центру та за 8 км від адміністративного центру селищної громади. За 10 км знаходиться найближча залізнична станція Добротвір. Між селами Стриганка та Тишиця протікає річка Західний Буг.

## Населення
Станом на 1 січня 1939 року у селі мешкало 920 осіб, з них: 870 українців, 40 латинників та 10 юдеїв. За даними всеукраїнського перепису населення 2001 року у селі мешкало 411 осіб.
Мова
Розподіл населення за рідною мовою за даними перепису 2001 року був наступним:
| українська | 411 | 100,00 |

## Історія
Власником маєтку, до якого входило й село Стриганка, у другій половині XIX століття був граф Кароль Мієр (пом. 1885). По смерті графа маєток перейшов у спадок його дружині графині Гелені Мієр.

## Пам'ятки, визначні місця

### Церква Покрови Пресвятої Богородиці
Дерев'яна церква Покрови Пресвятої Богородиці збудована 1922 року у центрі села. Будівля храму запроєктована відомим архітектором Євгеном Нагірним та поставлена коштом добровільних пожертв парафіян. Попередниця стояла в іншому місці та згоріла під час першої світової війни (на її згарищі встановили пам'ятну каплицю). Храм був тризрубний, до гранчастого вівтаря симетрично прибудовані ризниці, до бабинця із заходу — невеликий присінок. Будівля оточена піддашшям. 27 вересня 2015 року церква згоріла дотла. Від храму залишилася лише дзвіниця та господарське приміщення, в якому тепер служитимуть богослужіння. Церква перебувала у користуванні місцевої релігійної громади Львівсько-Сокальської єпархії Православної церкви України парафії Покрови Пресвятої Богородиці.